# Chenhe
Chenhe (kinesiska: 陈河乡, 陈河) är en socken i Kina. Den ligger i provinsen Sichuan, i den sydvästra delen av landet, omkring 330 kilometer nordost om provinshuvudstaden Chengdu. Antalet invånare är 12 914. Befolkningen består av 6 224 kvinnor och 6 690 män. Barn under 15 år utgör 19,0 %, vuxna 15-64 år 69 %, och äldre över 65 år 10,0 %.
Genomsnittlig årsnederbörd är 1 461 millimeter. Den regnigaste månaden är juli, med i genomsnitt 314 mm nederbörd, och den torraste är december, med 5 mm nederbörd.